# アラキジン酸
アラキジン酸（アラキジンさん、arachidic acid）はピーナッツ油に約1%含まれる飽和脂肪酸である。語源はラテン語でピーナッツを意味する"arachis" である。大豆油における濃度は約2%、ヒマワリ油における濃度は約1%。
アラキドン酸を水素化することで生成する。水にはあまり溶けず、安定であり、界面活性剤の働きを持つ。還元されるとアラキジルアルコールを生成する。